# Vítězslav Hálek

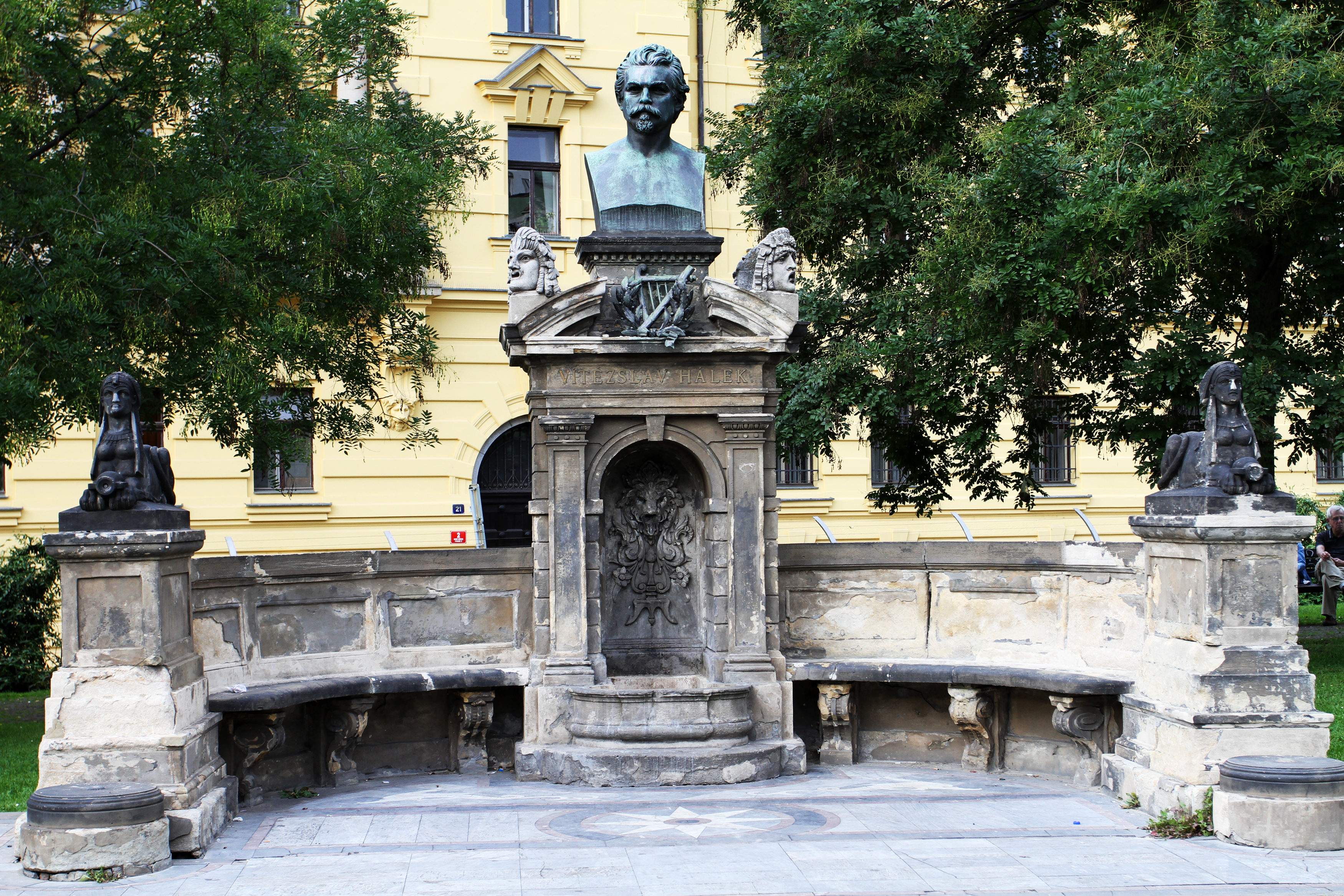
Pomnik Vítězslava Hálka na Placu Karola w Pradze

Vítězslav Hálek (ur. 5 kwietnia 1835, zm. 8 października 1874 w Pradze) – czeski pisarz i poeta. Jeden z najważniejszych, obok Jana Nerudy i Karoliny Světlej, przedstawicieli grupy Majowców.
Najważniejszymi i zarazem najpopularniejszymi zbiorami poety są tomiki Večerní písně (1859) i V přírodě (1872-1874). Innym ważnym jego cyklem Pohádky z naší vesnice (1874).
Zasługą Hálka było konsekwentne stosowanie jambu, będącego wtedy nowym osiągnięciem poezji czeskiej:
Na nebi měsíc s hvězdami,
a v lese plno hlásků,
a na ten širošírý svět
jak Bůh by rozlil lásku.
Utwory poety tłumaczył na język polski Władysław Bełza.